# سوزان فيريداي
سوزان  فيريداي (1815, ليسسترشاير، إنجلترا – 21 تشرين الأول / أكتوبر عام 1878، فيكتوريا، أستراليا) ، هي عالمة طحالب، ومختصة في تصوير النباتات، ومعلمة في تاسمانيا، أستراليا. كانت أيضاً فنانة موهوبة معروفة بدقة لوحاتها للنباتات المحلية في تسمانيا.

## حياتها

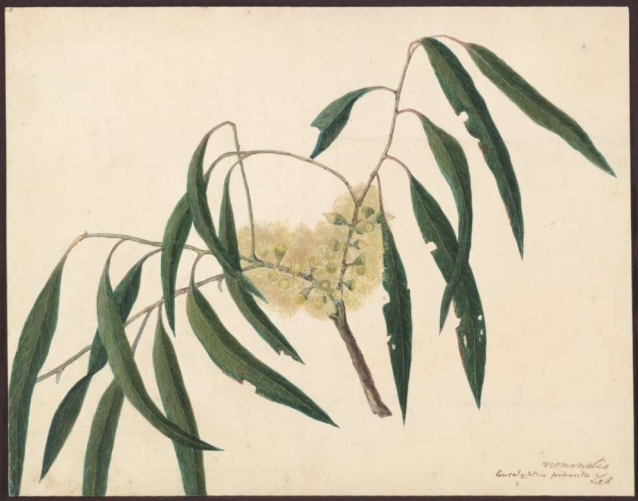
نبات الكافور

ولدت سوزان جورجينا ماريان  في ليسترشاير، بإنجلترا في عام 1815. تزوجت في عام 1837 وهاجرت مع زوجها إلى أستراليا عام 1846. عاشت سوزان  في جورج تاون، تسمانيا، واستخدمت النباتات المحلية كمصدر إلهام للوحاتها.  تعرض رسوماتها الآن بمعرض الفن في ملبورن 1866-1867.

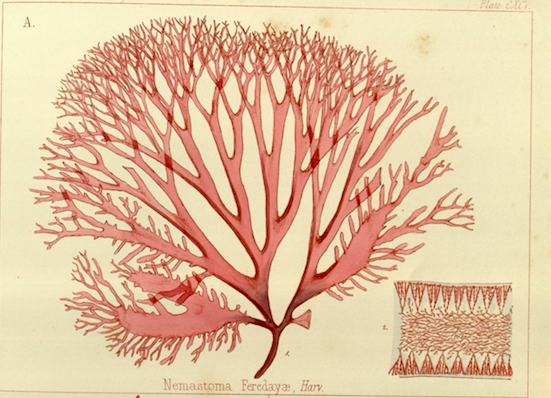
Nemastoma feredayae

كانت سوزان حريصة علي تجميع عينات من الطحالب وكونت مجموعة كبيرة.أطلق وليام هنري هارفي اسمها علي نوعين من النباتات  تكريما لها علي مساهمتها في دراسة الطحالب والنباتات (Dasya feredayae) و Nemastoma) feredayae.)

## أسرتها
تزوجت سوزان من  القس جون فيريداي في 1837 وأنجبت ستة من الأطفال منه.

## وصلات خارجية
- List of paintings by Fereday held at the National Library of Australia نسخة محفوظة 26 أبريل 2017 على موقع واي باك مشين.
- Images of "The Grove", the house where Fereday lived in Tasmania